# Baich család
A varadiai nemes és báró Baich család egyike a XVIII. században magyar nemességet nyert családoknak.

## Története
Az első említett családtag, a Szerém vármegyében elő Baich János mitrovicai kereskedő, 1791. július 25-én feleségével, Gligori Roxával és gyermekeivel, Tódorral, Demeterrel, Lukáccsal, Pállal, Miklóssal és Katalinnal együtt kapott nemesi címerlevelet. Később, 1857-ben a család másik ágából Baich Atanáz fia, Tódor kapott osztrák nemességet, majd báróságot is varadiai előnévvel 1882-ben. Felesége Petria szerb hercegnő volt az Obrenović családból. Baich Miklós és unokaöccsei, Milán és Iván bárói címét Magyarországra is kiterjesztette Ferenc József király, majd 1895-ben az örökös jogú főrendiházi tagságot is megkapták.

## Címere
A korabeli leírás szerint:
Arannyal és kékkel hasított pajzsban, zöld hármas-halom középsőjén, barna fészkében három fiát vérével tápláló pelikán. Bárói korona. Sisakdísz: arany csőrében veres keresztet tartó fehér sas. Takarók: kékarany. Pajzstartók: két arany-griff. Jelmondat: honeste et diuturne.